# Gunnar Friberg (militär)

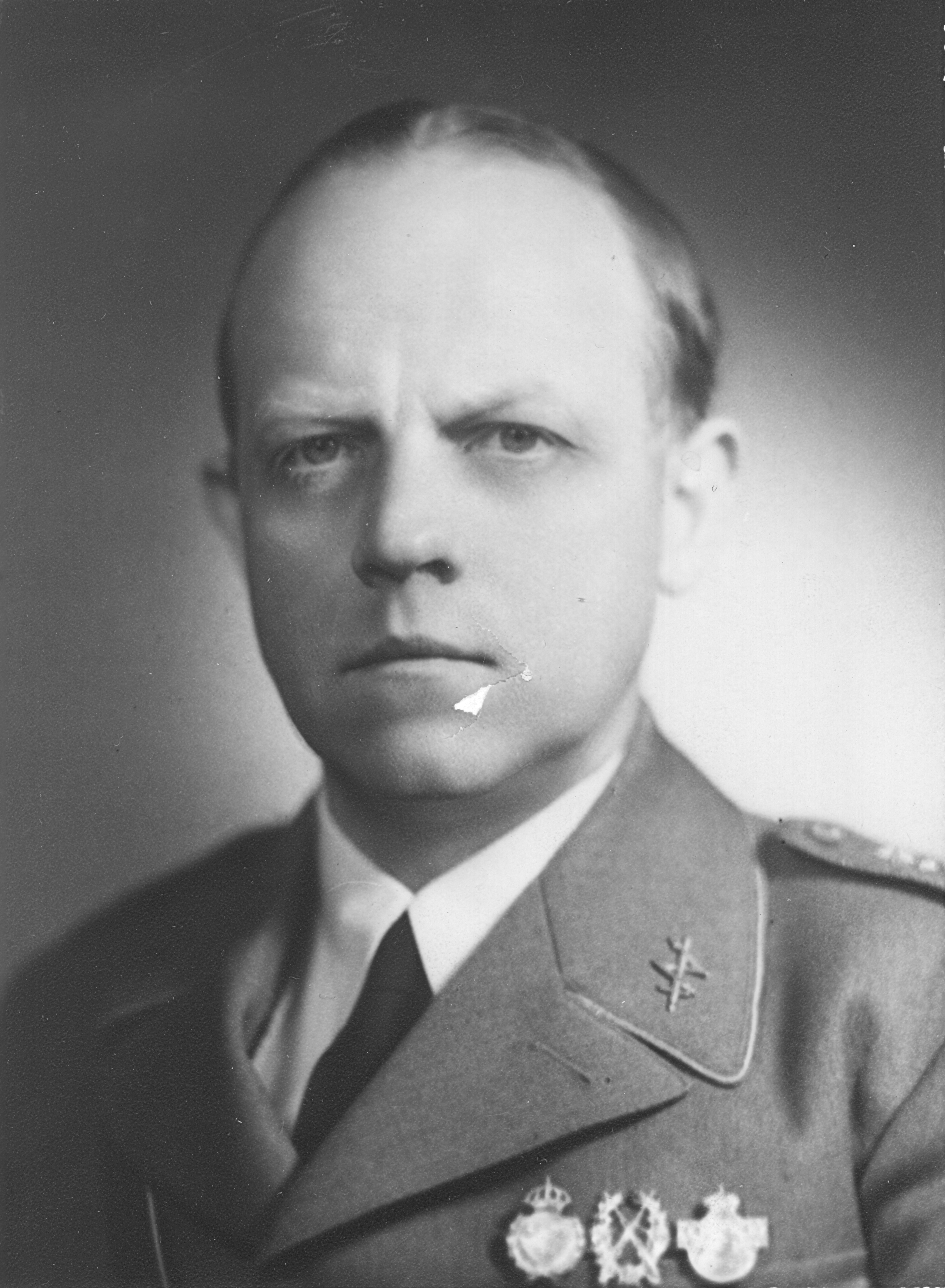
Gunnar Friberg, 1945.

Gunnar Olof Friberg, född den 24 september 1901 i Tönnersjö församling, Hallands län, död den 6 juni 1977 i Karlsborgs församling, Skaraborgs län, var en svensk militär.
Friberg avlade studentexamen i Lund 1921 och officersexamen 1924. Han blev fänrik vid Norra skånska infanteriregementet sistnämnda år, löjtnant där 1928 och kapten i detta regemente 1938. Samma år blev Friberg tillförordnad kapten i Signalregementet (ordinarie 1941). Han befordrades till major 1945. Friberg var chef för Signalregementets kompani i Skövde 1948–1949 och för Signalregementets kompani i Boden 1949–1956 (förbandet bytte namn till Signalbataljonen i Boden 1954). Han befordrades till överstelöjtnant 1955 och övergick följande år till Signaltruppernas reserv. Friberg blev riddare av Svärdsorden 1944.